# Посадка (авіація)
Поса́дка, осіда́ння — етап польоту від моменту сповільненого руху повітряного судна з висоти початку вирівнювання до закінчення пробігу (від моменту зменшення швидкості до дроселювання двигунів після приземлення у разі вертикальної посадки).

Поса́дка — сповільнений рух літака з висоти 15 м до його зупинки після приземлення.
При посадці відбуваються два фізичні процеси:
- вага літака, що в польоті утримується конструкцією крила, переходить на стійки шасі.
- кінетична енергія літака переходить у потенціальну енергію нагріву гальм та збурення/нагріву навколишнього повітря.
Розрізняють[хто?][де?]:
- М'яку посадку
- Жорстку посадку
- Вимушену посадку
- Аварійну посадку

## Посадка літака
Посадку літака можна умовно розділити на кілька етапів: розрахунок посадкових характеристик; передпосадкове зниження; захід на посадку; вирівнювання; торкання ЗПС; післяпосадковий пробіг.

## Розрахунок посадкових характеристик
Перед виконанням посадки розраховується потрібна довжина злітно-посадкової смуги (ЗПС). Вона має бути більшою за наявну довжину ЗПС на аеродромі призначення з урахуванням запасу на можливі відхилення. Цей розрахунок проводять мінімум двічі: перед польотом і перед початком зниження на посадку. При цьому використовують різні запаси безпеки.
Якщо перед зльотом очікується, що на посадці ЗПС буде сухою, то необхідна довжина ЗПС не повинна перевищувати 60 % (для реактивних літаків) і 70 % (для турбогвинтових) від довжини ЗПС, яка є у розпорядженні. (п. 5.3.2.1 ICAO Doc 10064 Aeroplane Performance Manual).
Якщо до моменту посадки очікуються опади, довжина ЗПС, що розташовується, має бути не менше 115 % від розрахованої для сухої ЗПС. (п.5.3.2.5 ICAO Doc 10064 Aeroplane Performance Manual).
Під час розрахунку посадкових характеристик перед початком зниження потрібне дотримання 15 % запасу безпеки між посадковою дистанцією, розрахованою без використання автоматичного гальмування, і довжиною ЗПС, що є в розпорядженні. (п. 5.4.7.1 та п.5.4.7.2 ICAO Doc 10064 Aeroplane Performance Manual).

## Передпосадкове зниження
На дальності до аеродрому призначення приблизно 200 миль пілоти прослуховують ATIS (стан ЗПС і погоду аеродрому). Потім за допомогою Onboard Performance Tool (OPT), або інших засобів, розраховують, чи можлива безпечна посадка.
Для зменшення витрати палива початок зниження з ешелону розраховують так, щоб політ виконувався на мінімальному режимі двигунів. За слабкого вітру це приблизно відповідає втраті висоти 10000 футів на кожні 30 миль пройденої відстані. Якщо очікується зустрічний вітер, то зниження починають пізніше.
Пілоти перед зниженням визначають кут випуску закрилків. Якщо запас ЗПС для гальмування малий, а також за високої температури повітря (щоб не перегріти гальма) вибирають максимальний кут. Якщо є відмови в системі управління або бовтанка біля землі, а також щоб зменшити шум від літака, вибирають менші кути.

## Захід на посадку
Також дивись сторінку Захід на посадку.
Політ по глісаді зниження за випущеної посадкової механізації виконують на швидкості V ref плюс добавка на зустрічний вітер на ЗПС і/або наявність намерзання на крилі літака.
V ref визначається посадковою вагою літака і не може бути меншою ніж 1.3 швидкості звалювання.
Зниження на посадку зазвичай виконується з кутом нахилу траєкторії 3 градуси. При метричній системі вимірювання дальності/висоти літак втрачає 50 метрів висоти на кожний кілометр шляху. У більшості країн світу прийнято систему: відстань у навігаційних милях, висота у футах. У такій системі літак втрачає 320 футів за кожну милю.

## Вирівнювання
Вирівнювання може виконуватись у ручному або автоматичному режимі.
В автоматичному режимі може виконуватися тільки вирівнювання аж до торкання ЗПС або вся посадка з пробігом по ЗПС.
Етап посадки літака починається із висоти 15 м над торцем ЗПС і завершується пробігом по ЗПС до повної зупинки літального апарата. Для легких літаків етап посадки може починатися з висоти 9 м. Посадка — найскладніший етап польоту, оскільки при зменшенні висоти знижується можливість виправлення помилок льотчика або автоматичних систем.

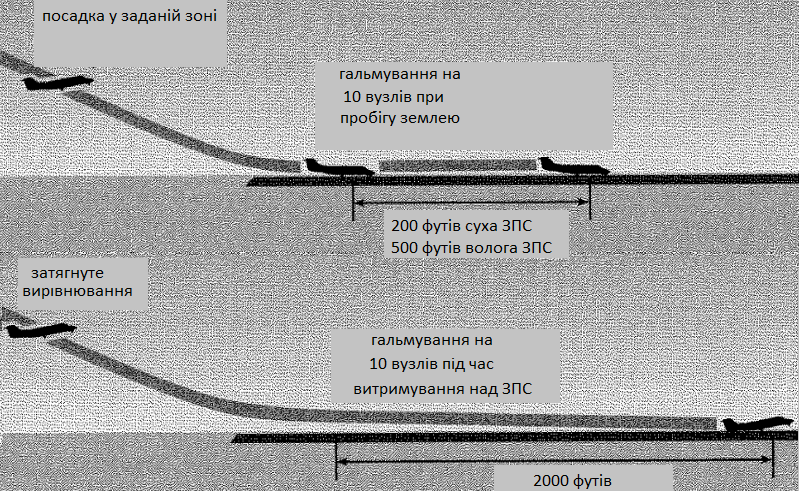
збільшення посадкової дистанції при затягнутому вирівнюванні

Повітряна частина посадки продовжується близько 6-10 секунд.

## Торкання ЗПС
Звичайні літаки розраховуються на максимальну вертикальну швидкість при дотику до -1.5м/с
Проте шасі літака повинні витримати посадку з вертикальною швидкістю 12 футів/секунду = 3.66 м/сек. (FAR25 subpart D 25.723)
За вертикальною швидкістю торкання ЗПС посадки умовно поділяються на три категорії: жорстка, щільна і м'яка. Жорстка посадка відбувається за вертикальної швидкості 6 футів/секунду і більше. Такі посадки небезпечні для літака і людей у літаку. Найбільше задоволення для людей у літаку приносять м'які посадки з вертикальною швидкістю близько нуля. Але такі посадки часто пов'язані з великою тривалістю повітряного етапу, що може бути небезпечним при коротких і слизьких ЗПС. При щільній посадці вертикальна швидкість торкання 2 — 3 фути/секунду. Це найбезпечніший вид посадки.
Дотик ЗПС має відбутися на відстані не далі 1000 метрів від вхідного торця або 1/3 довжини ЗПС, яка з величин буде меншою.(APPENDIX 1. 2.i)

## Післяпосадковий пробіг
Після торкання ЗПС застосовуються всі засоби гальмування: інтерцептори, гальма та реверс тяги двигунів.

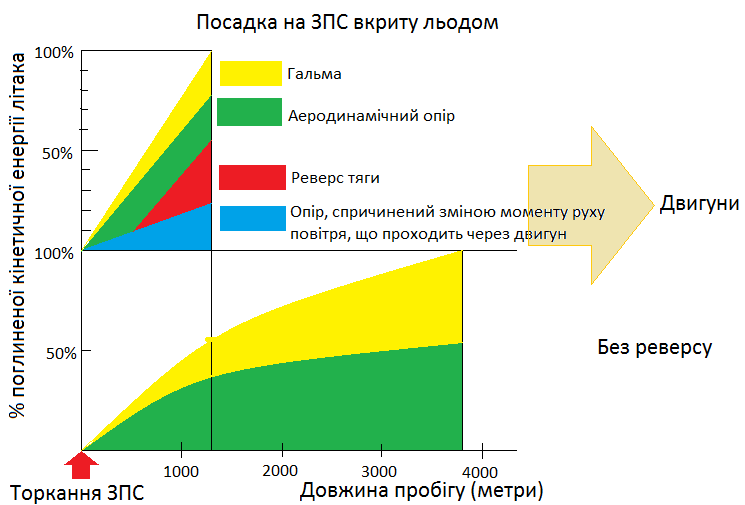
Ефективність реверсу тяги

На малюнку показано порівняльну довжину пробігу з використанням реверсу і без нього. Показано поглинання кінетичної енергії літака на пробігу різними засобами гальмування і необхідність гальмування реверсом тяги двигунів на слизьких ЗПС.